# Martín Codax
Martín Codax (o Martim Codax) va ser un joglar gallec, possiblement de Vigo, per les contínues referències a aquesta ciutat en els seus poemes, d'entre mitjans del segle xiii i començaments del segle xiv. Tot just existeixen dades sobre la identitat del personatge.
El corpus literari atribuït es limita a 7 cantigas d'amigo que figuren en els cancioneiros de lírica galaicoportuguesa i en el Pergamí Vindel, en el qual figura el seu nom com a autor de les composicions. El descobriment d'aquest pergamí va ser fruit de l'atzar: va succeir quan Pedro Vindel a principis del segle xx el va trobar en la seva biblioteca, servint de folre a un exemplar del De officiis de Ciceró. Els poemes de Martín Codax que figuren en el pergamí són els següents (sense títol, se citen pel seu primer vers):
- Ondas do mar do Vigo
- Mandad'ei comigo ca ven meu amigo
- Mia yrmana fremosa treides comigo
- Ay Deus se sab'ora meu amado
- Quantas sabedes amar amigo
- En o sagrad' e Vigo (Sols text, sense notació musical)
- Ay ondas que eu vin veer

Gràcies al pergamí Vindel, es conserva també la notació musical d'aquestes composicions. Se li va dedicar el Dia de les Lletres Gallegues de l'any 1998 (juntament amb Xohán de Cangas i Mendinho).